# Battaglia di Tzirallum
La battaglia di Tzirallum (o battaglia di Campus Serenus) fu combattuta il 30 aprile 313 a Tzirallum (nei pressi di Adrianopoli in Grecia) tra le truppe degli imperatori romani Licinio e Massimino Daia, in lotta per il dominio sulla metà orientale dell'Impero romano. La vittoria di Licinio gli permise di dividere l'impero con il collega occidentale, il cognato Costantino I.

## Contesto storico
All'inizio del 313, mentre Licinio era a Milano a stringere una alleanza con l'imperatore della parte occidentale dell'impero, Costantino, e a sposarne la sorella, Costanza, Massimino decise di ribellarsi contro il proprio collega: proclamato imperatore dalle proprie truppe, si mosse dalla Siria verso occidente, catturando Bisanzio lungo l'avanzata.

## Visione e battaglia
Secondo la testimonianza di Lattanzio, la notte prima della battaglia contro Massimino Licinio fu visitato in sogno dall'«angelo di Dio», che lo invitò a pregare il sommo dio prima della battaglia, insieme a tutto l'esercito. Risvegliatosi, Licinio dettò le parole della preghiera che aveva udito pronunciare dall'angelo; il testo fu trascritto in più copie, inviate ai tribuni affinché fossero insegnate ai soldati, e questo fece crescere la fiducia dei soldati nella vittoria, in quanto si convinsero fosse stata annunciata da un dio.
Licinio si fece incontro a Massimino, ingaggiandolo nei pressi di Adrianopoli. Prima dello scontro, fece disporre l'esercito a battaglia, deporre le armi, e poi ripetere per tre volte la preghiera, poi diede battaglia, sconfiggendo Massimino malgrado l'inferiorità numerica. Massimino fuggì dal campo di battaglia utilizzando la veste di un servo.

## Conclusioni
In seguito alla battaglia Massimino fuggì a Nicomedia e lì annullò gli editti contro i cristiani, che aveva continuato ad applicare fino a quel momento; restituì inoltre le proprietà confiscate alla Chiesa. Continuò la sua fuga, sempre incalzato da Licinio e anche gravemente ammalato, Massimino si tolse la vita nell'agosto 313 a Tarso e fu colpito dalla damnatio memoriae. Licinio, padrone di tutto l'Oriente, fece uccidere la moglie e i figli ancora bambini di Massimino, oltre ai funzionari superstiti;  fece inoltre eliminare anche altre persone che avrebbero potuto contrastarlo, come Prisca e Galeria Valeria, rispettivamente vedova e figlia di Diocleziano, e i giovani Candidiano e Severiano, figli dei defunti tetrarchi Galerio e Flavio Severo. Secondo Lattanzio, questa era la sorte destinata agli ultimi persecutori dei cristiani.